# Krnja Jela (Bosanski Petrovac, BiH)
Krnja Jela je naseljeno mjesto u općini Bosanski Petrovac, Federacija Bosne i Hercegovine, BiH.

## Zemljopis
Selo Krnja Jela se nalazi na krajnjem zapadu Bravskog polja, po iskrčenim planinskim proplancima Grmeča, samo je malim dijelom u polju. Sa zapada i sjevera je zatvoreno planinskim uzvisinama, obraslim uglavnom crnogoricom. To su Risovača, Matijevača, Stražbenica, Suvi vrh, Misije, Kosijer, Omar, Dronjkuša. Istočna i južna strana su otvorene prema polju i tu se selo nadovezuje na selo Smoljanu. Kuće su razbacane u nekoliko grupica. U jesen i zimu kroz selo protiču dva manja potoka u dužinama od jednog kilometra. Nekad su ti potočići imali i vodenice.

## Stanovništvo

### 1991.
Nacionalni sastav stanovništva 1991. godine, bio je sljedeći:
ukupno: 475
- Srbi - 470
- Jugoslaveni - 2
- ostali, neopredijeljeni i nepoznato - 3

### 2013.
Nacionalni sastav stanovništva 2013. godine, bio je sljedeći:
ukupno: 194
- Srbi - 191
- Hrvati - 1
- ostali, neopredijeljeni i nepoznato - 2